# Bitva u Flarchheimu
Bitva u Flarchheimu byla druhým vojenským polním střetem konfliktu mezi králem Svaté říše římské Jindřichem IV. na jedné straně a protikrálem Rudolfem Švábským na straně druhé. Odehrála se v pondělí 27. ledna 1080 nedaleko města Flarchheim, jižně od Mühlhausenu v německém Durynsku.

## Předehra
V únoru 1076 papež Řehoř VII. exkomunikoval Jindřicha IV., což vedlo v říjnu téhož roku na knížecím sněmu v Treburu k přijetí rozhodnutí, že bude král sesazen, pokud tento zákaz papež do roka nezruší. Jindřichem vykonaná pouť, tzv. cesta do Canossy v lednu 1077 přinesla zrušení zákazu, ale nezabránila Jindřichovým protivníkům v útoku 15. března zvolit Rudolfa Švábského za protikrále, který byl 26. března jako král také církevně pomazán. V červnu Heinrich zakázal svému protivníkovi vstup do Říše a zahájil proti němu vojenskou kampaň. Po předchozí bitvě u Mellrichstadtu dne 7. srpna 1078 se protivníci znovu setkali u Flarchheimu.

## Průběh bitvy

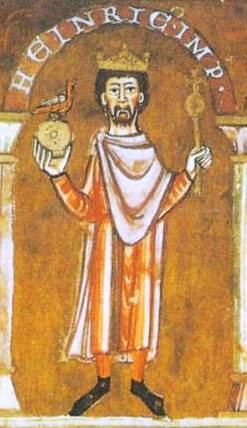
Jindřich IV.

Jindřich IV. podnikl strategickou ofenzívu proti Rudolfovi a táhl se svými silami z jižního Německa směrem na Sasko. Rudolf mu vytáhl naproti a v Durynsku byl připraven k dalšímu střetu. Vojska obou stran sestávala pouze z rytířů, podle zprávy mnicha a kronikáře Bertholda z Reichenau na Jindřichově straně údajně stálo české vojsko knížete Vratislava II. o síle 3255 mužů.
V den bitvy rozmístil Rudolf své síly na kopci za zdejším potokem. Jeho záměrem bylo zaútočit na Jindřichovu armádu, jakmile překročí potok a pak v nepořádku stoupali na kopec. Jindřich tento záměr rozpoznal a Rudolfovým pozicím se vyhýbal. Po třetí hodině odpoledne pak měla začít hlavní část bitvy, vinou silné sněhové bouře a extrémní zimy se však boj rozpadl na hromadné individuální bitvy mezi rytíři, dokud nenastal soumrak. Žádné skutečné taktické rozhodnutí nebylo učiněno. Rudolf si připsal vítězství, když zůstal na bitevním poli až do půlnoci, Jindřich pak druhý den ráno s vojskem odtáhl. Zatímco o českém vojsku se říká, že bylo téměř vyhlazeno, na Rudolfově straně bylo údajně jen 38 mrtvých, včetně dvou šlechticů. Tento mírný výsledek na Rudolfově straně byl dosažen také kvůli účasti Oty z Northeimu.

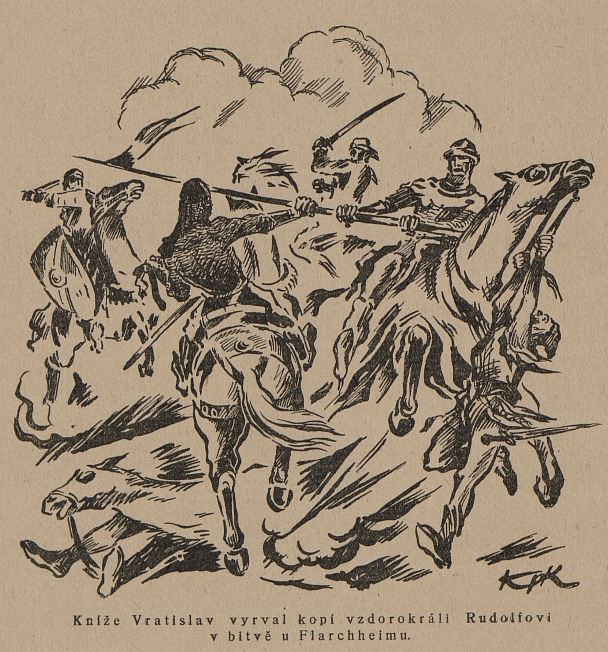
Kníže Vratislav vyrval kopí vzdorokráli Rudolovi v bitvě u Flarchheimu (J. Konůpek, 1922)

Český kníže Vratislav II., který bojoval na Jindřichově straně, však ukořistil Rudolfovo zlaté královské kopí, které morálně znehodnotilo Rudolfův úspěch v bitvě. Jindřich IV. následně nařídil, aby se v budoucnu Svaté kopí nosilo před českými vévody při slavnostních příležitostech.

## Následné události
V říjnu 1080 pak oba protivníci svedli třetí a rozhodující bitvě u Hohenmölsenu na řece Bílém Halštrově. V této bitvě zvítězilo Rudolfovo vojsko, sám Rudolf Švábský byl však v bitvě smrtelně raněn a druhého dne po bitvě zemřel. Jindřich IV. pak svou pozici nadále upevnil a v následných letech dosáhl sesazení papeže Řehoře VII.